# Іван Тархнішвілі
Іван Тархнішвілі, також Іван Рамазович (Романович) Тарханов, Іван Тархан-Моураві (1846—1908) — грузинський князь та дослідник у галузі фізіології тварин.

## Біографія
Іване Тархнішвілі народився в родині грузинського князя Рамаза Тархан-Моураві (1806-після 1866), військового на російській службі, на той момент майора, а надалі — генерал-майора. Спогади про молодого Івана залишив Александр Дюма, який гостював на Кавказі та зустрічався з ним та його батьком в місті Нуха. Спочатку Іване навчався вдома з гувернантами, добре вивчивши російську та французьку мови. 1857 року батько відправив його до Тифліської гімназії, проте вже за рік знову повернув до домашнього навчання. 1860 року Рамаз відправив Іване до петербурзького пансіону Шаксеєвої. Утім ще за рік молодий Тархнішвілі переїхав до петербурзьких родичів, де навчався самостійно, а також брав уроки в студента Петербурзького університета Віссіраона Гогоберідзе. 1863 року Іване склав іспити на атестат у Другій петербурзькій гімназії.
У 1864 році Іван Тархнішвілі за наполяганням батька вступив на природниче відділення фізично-математичного факультету Петербурзького університету. Сам юнак прагнув стати лікарем. В університеті він одразу пристав до професора фізіології Пилипа Овсяннікова. Утім паралельно він відвідував лекції Івана Сєченова в Військово-Медичній Академії. В університеті Тархнішвілі провчився недовго, вже наступного року його відрахували за несплату за навчання. Біографи Тархнішвілі зазначають, що справжньою причиною відрахування могли бути політичні виступи молодого князя, зокрема його промова на захист прав студентів 9 квітня 1864 року. Зазвичай відрахованих студентів не допускали до повторного вступу, проте Тархнішвілі дозволили вступити до Військово-медичної академії, де він навчався в 1865-1869 роках.
У 1873-1875 роках перебував у тривалому відрядженні в Європі, де працював у лабораторіях Клода Бернара, Фрідріха Гольця, Луї Антуана Ранв'є, Фелікса Гоппе-Зейлера та інших.
1875 року повернувся до Військово-медичної академії, де 1877 року був обраний професором фізіології. Викладав там до 1901 року, коли був звільнений за рік до здобуття 25-річного стажу професора.
У 1883 році Тархнішвілі був одним з опонентів дисертації Івана Павлова. Попри позитивний відгук, він вступив у гостру дискусію з Павловим на захисті, що було однією з причин їхніх натягнутих стосунків.
Останні роки життя провів в австроугорській частині Польщі, де мешкав неподалік Кракова поруч зі своїм учнем Наполеоном Цибульським, з яким активно співпрацював.

## Науковий внесок
Тархнішвілі був одним з перших дослідників радіобіології — вивчав вплив рентгенівських променів на організм тварин. Іншою темою, що він вивчав, було довголіття.

## Наукові праці
- Тарханов И. Р. Опыт над действием Рентгеновских Х-лучей на животный организм // Известия С.-Петербургской биологической лаборатории. — 1896. — Т. 1, № 3. — С. 47-52.